# Форли (футбольный клуб)
«Форли» — итальянский футбольный клуб из одноимённого города, выступающий в Серии D, четвёртом по силе дивизионе чемпионата Италии.

## История
Основан в 1919 году, реорганизован в 2007 году.
Домашние матчи проводит на арене «Стадио Тулло Морганьи», вмещающем 3 466 зрителей. «Форли» никогда в своей истории не поднимался в Серию А, лучшим достижением клуба является 19-е место в Серию Б в сезоне 1946/47. Всего во втором итальянском дивизионе клуб провёл 4 сезона. В 2007 году клуб претерпел процедуру банкротства и был реорганизован.

## Возрождение
В июле 2007 года команда Форли была возрождена под названием «FC Forlì Dilettantistica».

## Известные игроки
- Риза Лушта
- Массимо Агостини
- Микеле Андреоло
- Элио Густинетти
- Алекс Кальдерони
- Морено Маннини
- Себастьяно Росси
- Эдмондо Фаббри
- Энцо Кончина
- Массимо Бонини

## Тренеры
- Дзеффиро Фурьясси (1960—1961)
- Джузеппе Вавассори (1975)
- Джузеппе Вавассори (1978—1979)
- Шинезиньо (1979—1981)
- Франко Варрелла (1993—1995)
- Ричард Ванильи (2014—2015)